# Great Balls of Fire
Great Balls of Fire è un brano musicale del 1957 scritto da Otis Blackwell e Jack Hammer. Divenne uno dei più celebri della storia del rock and roll ed è universalmente noto nella versione di Jerry Lee Lewis il quale lo registrò nei Sun Studios a Memphis l'8 ottobre 1957 per poi pubblicarlo come singolo con Mean Woman Blues come lato B dalla Sun Records nel novembre dello stesso anno. Il singolo raggiunge la seconda posizione della Billboard Hot 100, la terza della classifica R&B e la prima nella classifica country; arrivò in vetta anche alla classifica dei singoli nel Regno Unito.

## Nella cultura di massa
Il titolo della canzone proviene da un modo di dire utilizzato nel sud degli Stati Uniti, considerato blasfemo da alcuni cristiani. Lo stesso Jerry era titubante se registare il singolo o meno (va ricordato infatti che gli era un convinto cristiano evangelico). Nel popolare film Via col vento del 1939, la protagonista Rossella O'Hara (interpretata da Vivien Leigh) esclamava spesso Great balls of fire! nell'adattamento originale.
La canzone è stata inoltre inserita nella lista delle 500 migliori canzoni stilata dalla nota rivista Rolling Stone. Il brano ha dato anche il titolo al film del 1989 Great Balls of Fire! - Vampate di fuoco, ispirato proprio alla vita di Jerry Lee Lewis. Appare inoltre in una celebre scena del film Top Gun del 1986.
La canzone venne usata per l'evento in pay-per-view di wrestling Great Balls of Fire nel 2017.

## Altre versioni
- New Grass Revival nel 1972
- Electric Light Orchestra nel 1974
- Dolly Parton nel 1979
- OV7, in lingua spagnola (Grandes luces de fuego) nel 1989
- The Misfits nel 2003
- Teitur nel 2007
- Dean Delannoit nel 2007
- Tom Jones ha spesso presentato questo brano nei suoi concerti live
- Tiny Tim al "The Ed Sullivan Show" nel 1968